# TT Pro League 2019-20
La TT Pro League 2019-20 (conocida como Digicel Premier League por ser patrocinada por la empresa de telecomunicaciones Digicel) fue la vigésimaprimera (21.ª) edición de la TT Pro League. El 21 de marzo, el término de la temporada anunció que los partidos restantes fueron cancelados; por lo tanto, Defence Force fue declarado campeón.
La temporada comenzó el 13 de diciembre de 2019 y terminó el 21 de marzo de 2020.

## Formato
Los 11 equipos jugaron entre sí bajo el sistema de todos contra todos dos veces totalizando 20 partidos cada uno; al término de la temporada el primer clasificado fue campeón y junto con el subcampeón jugarán el Campeonato de Clubes de la CFU 2021.

## Equipos participantes
| Pos.    | Equipo                | Ciudad        | Estadio                        | Capacidad |
| ------- | --------------------- | ------------- | ------------------------------ | --------- |
| 1       | W Connection          | Marabella     | Manny Ramjohn Stadium          | 10000     |
| 2       | Central FC            | Couva         | Ato Boldon Stadium             | 10000     |
| 3       | Club Sando Couva      | Couva         | Ato Boldon Stadium             | 10000     |
| 4       | Police FC             | Marabella     | Manny Ramjohn Stadium          | 10000     |
| 5       | Defence Force         | Puerto España | Hasely Crawford Stadium        | 27000     |
| 6       | Caledonia AIA         | Puerto España | Hasely Crawford Stadium        | 27000     |
| 7       | San Juan Jabloteh     | Puerto España | Hasely Crawford Stadium        | 27000     |
| 8       | Point Fortin Civic FC | Point Fortin  | Mahaica Oval Pavilion          | 2500      |
| 9       | North East Stars      | Sangre Grande | Sangre Grande Regional Complex | 7000      |
| 10 (SD) | Cunupia FC            | Cunupia       | Estadio Larry Gomes            | 10000     |
| 11(N)   | La Horquetta Rangers  | Puerto España | Hasely Crawford Stadium        | 27000     |

## Tabla de posiciones
Actualizado el 23 de marzo de 2020.
| Pos. | Equipo                | PJ | PG | PE | PP | GF | GC | DG  | Pts. | Clasificado a                                 |
| ---- | --------------------- | -- | -- | -- | -- | -- | -- | --- | ---- | --------------------------------------------- |
| 1    | Defence Force (C)     | 17 | 13 | 3  | 1  | 35 | 17 | +18 | 42   | Campeón y Campeonato de Clubes de la CFU 2021 |
| 2    | La Horquetta Rangers  | 17 | 11 | 2  | 4  | 48 | 18 | +30 | 35   | Campeonato de Clubes de la CFU 2021           |
| 3    | Point Fortin Civic FC | 17 | 8  | 4  | 5  | 25 | 23 | +2  | 28   |                                               |
| 4    | W Connection          | 16 | 8  | 3  | 5  | 28 | 20 | +8  | 27   |                                               |
| 5    | Caledonia AIA         | 17 | 6  | 6  | 5  | 20 | 23 | -3  | 24   |                                               |
| 6    | Police FC             | 17 | 6  | 5  | 6  | 29 | 22 | +7  | 23   |                                               |
| 7    | Club Sando Couva      | 18 | 5  | 6  | 7  | 28 | 25 | +3  | 21   |                                               |
| 8    | San Juan Jabloteh     | 17 | 5  | 4  | 8  | 21 | 31 | -10 | 19   |                                               |
| 9    | Central FC            | 18 | 3  | 5  | 10 | 18 | 34 | -16 | 14   |                                               |
| 10   | North East Stars      | 17 | 3  | 4  | 10 | 18 | 38 | -20 | 13   |                                               |
| 11   | Cunupia FC            | 17 | 2  | 6  | 9  | 14 | 33 | -19 | 12   |                                               |